# Hori-san to Miyamura-kun
Hori-san to Miyamura-kun (jap. 堀さんと宮村くん, dt. „Hori und Miyamura“) ist eine Yonkoma-Web-Manga-Serie von Hero, die von 2007 bis 2011 in Japan erschien. Aus ihr entstanden die Ableger-Mangaserie Horimiya, die von 2011 bis 2021 erschien, und eine Original Video Animation von 2012.

## Inhalt
Die lebhafte Schülerin Kyōko Hori (堀 京子) ist in ihrer Klasse beliebt und immer geschminkt und herausgeputzt. Zu Hause aber muss sie sich um den Haushalt und ihren Bruder Sōta (創太) kümmern, weil ihre Eltern lange arbeiten. Hier kleidet sie sich schlicht und will nicht, dass ihre Freundinnen sie so sehen. Doch als eines Tages ihr Mitschüler Izumi Miyamura (宮村 伊澄) ihren Bruder nach Hause bringt, weil er sich verletzt hatte, erfährt er Horis Geheimnis. Doch auch Miyamura überrascht sie, denn der scheue Außenseiter aus der Schule steht unerwartet gepierct und in Punkklamotten vor ihr. Beide wollen das Geheimnis des anderen hüten, verbringen aber bald immer mehr Zeit miteinander. Nachdem sie einen Teil ihrer Persönlichkeit immer vor anderen verborgen haben, tut ihnen die gegenseitige Offenheit gut. Miyamura findet so auch mehr Selbstbewusstsein und Freunde. Schließlich verlieben sich Hori und Miyamura ineinander und werden ein Paar.

## Veröffentlichung
Hero veröffentlichte die Serie Hori-san to Miyamura-kun von Februar 2007 bis 2011 auf seiner Website Dokkai Ahen (読解アヘン). Der Verlag Square Enix verlegte sie in Buchform vom 22. Oktober 2008 bis 22. Dezember 2011 in  Sammelbänden (Tankōbon) unter dem zum Magazin Monthly Shōnen Gangan gehörigen Imprint Gangan Comics, sowie Nebengeschichten als Hori-san to Miyamura-kun Omake (堀さんと宮村くん おまけ) vom 21. Juli 2012 bis 27. Mai 2016 in 9 Bänden unter dem zum Web-Manga-Magazin Gangan Online gehörigen Imprint Gangan Comics Online.
Ab 2011 erschien im Magazin Monthly G Fantasy beim gleichen Verlag der Ableger Horimiya, der von Hero geschrieben und von Daisuke Hagiwara zeichnerisch umgesetzt wurde. Im März 2021 wurde die Serie abgeschlossen und auch in 17 Sammelbänden herausgegeben. Die Bände verkauften sich jeweils über 200.000 Mal in Japan.
Zwischen April 2017 und April 2024 erschien Horimiya komplett auf Deutsch bei Egmont Manga. Der 17. Band, der Kurzgeschichten enthält, wurde als Horimiya – A Piece of Memories veröffentlicht. Eine englische Ausgabe wird veröffentlicht von Yen Press, eine spanische von Norma Editorial und eine polnische von Waneko.

## Anime-Adaption

### Original Video Animation
Eine Adaption des ersten Mangas als Anime entstand 2012 in drei Teilen bei Hoods Entertainment für die ersten beiden Folgen und Marone für die letzte Folge. Hauptautor war Yuniko Ayana und Regie führten Erkin Kawabata, Shingo Natsume und Tetsuo Hirakawa. Für den Entwurf des Charakterdesigns war Ken’ichi Kutsuna verantwortlich. Der Anime wurde als Original Video Animation im September 2012 und im März 2013 auf DVD veröffentlicht.

#### Synchronisation
| Rolle          | japanischer Sprecher (Seiyū) |
| -------------- | ---------------------------- |
| Kyōko Hori     | Asami Seto                   |
| Izumi Miyamura | Yoshitsugu Matsuoka          |
| Sōta Hori      | Yumiko Kobayashi             |
| Yuki Yoshikawa | Kana Ueda                    |
| Tōru Ishikawa  | Yoshimasa Hosoya             |

#### Musik
Die Musik des Animes komponierte Nobutaka Yoda. Der erste Abspann ist unterlegt mit dem von Asami Seto gesungenen Lied Shiro Tsumekusa (シロツメクサ) und das zweite Abspannlied ist Amaoto (雨音) von Yoshitsugu Matsuoka.

### Anime-Fernsehserie
Eine Adaption als 13-teiliger Anime wurde am 17. September 2020 angekündigt. Die Serie wurde von CloverWorks unter der Regie von Masashi Ishihama produziert. Hauptautor ist Takao Yoshioka, das Charakterdesign stammt von Haruko Iizuka. Am 9. Januar 2021 begann die Erstausstrahlung in Japan. Am 10. Januar startete sie in Europa bei Wakanim. In Amerika wurde der Anime direkt von Funimation per Streaming veröffentlicht.
Eine zweite Anime-Serie unter dem Namen ホリミヤ -piece- wurde für Juli 2023 angekündigt und begann Ausstrahlung am 1. Juli 2023. Sie erscheint auf Crunchyroll unter dem Titel „Horimiya: The Missing Pieces“ und umfasst Inhalte des original Mangas, die von der vorherigen Adaption ausgelassen wurden.

#### Episodenliste

##### Horimiya
| Episode | Originaltitel                                                       | Ausstrahlung  | Deutscher Titel                               |
| ------- | ------------------------------------------------------------------- | ------------- | --------------------------------------------- |
| 1       | Hon no, Sasaina Kikkake de. (ほんの、ささいなきっかけで)            | 10. Jan. 2021 | Manchmal reicht eine winzige Kleinigkeit.     |
| 2       | Kao wa, Hitotsu Dake ja nai. (顔は、ひとつだけじゃない。)           | 17. Jan. 2021 | Unterschiedliche Gesichter                    |
| 3       | Da Kara, Daijōbu. (だから、大丈夫。)                                | 24. Jan. 2021 | Es ist alles okay                             |
| 4       | Dare mo, Dare ka ga Suki Nanda. (誰も、誰かが好きなんだ。)          | 31. Jan. 2021 | Jeder hat jemanden, den er mag.               |
| 5       | Sore wa, Ienai Koto. (それは、言えないこと)                         | 7. Feb. 2021  | Das kann ich nicht sagen.                     |
| 6       | Kotoshi no Natsu wa, Atsui Kara. (今年の夏は、暑いから。)           | 14. Feb. 2021 | Dieser Sommer ist sehr heiß.                  |
| 7       | Kimi ga Ite, Boku ga Ite. (君がいて、僕がいて。)                    | 21. Feb. 2021 | Ich werde sein, wo du bist.                   |
| 8       | Itsuwaru Koto de, Mieru Mono. (偽ることで、見えるもの。)            | 28. Feb. 2021 | Was Lügen offenbaren.                         |
| 9       | Muzukashii Kedo, Muri ja nai. (難しいけど、無理じゃない。)          | 7. März 2021  | Schwierig, aber nicht unmöglich.              |
| 10      | Itsuka, Yuki ga Tokeru Made. (いつか、雪が溶けるまで。)             | 14. März 2021 | Eines Tages, wenn der Schnee geschmolzen ist. |
| 11      | Kirai Kirai mo, Ura ga Aru. (嫌い嫌いも、ウラがある。)              | 21. März 2021 | Was sich liebt, das neckt sich.               |
| 12      | Kore Made mo, Soshite Kore Kara mo.(これまでも、そしてこれからも。) | 28. März 2021 | Bis jetzt und für immer.                      |
| 13      | Semete, Kono Ōzora o.(せめて、この大空を。)                         | 4. Apr. 2021  | Wenigstens den weiten Himmel …                |

##### Horimiya -piece-
| Episode | Originaltitel            | Ausstrahlung  | Deutscher Titel |
| ------- | ------------------------ | ------------- | --------------- |
| 1       | Shūgakuryokō (修学旅行)  | 1. Juli 2023  | Klassenfahrt    |
| 2       | Chōri Jisshū (調理実習)  | 8. Juli 2023  | Kochunterricht  |
| 3       | Taiikusai (体育祭)       | 15. Juli 2023 | Sportfest       |
| 4       | Hori Kotatsu (堀こたつ)  | 22. Juli 2023 | Hori-Kotatsu    |
| 5       | Iura (井浦)              | 29. Juli 2023 | Iura            |
| 6       | Otomarikai (お泊り会)    | 5. Aug. 2023  | Übernachtung    |
| 7       | Tomodachi (友達)         | 12. Aug. 2023 | Freunde         |
| 8       | Yanagi-kun (柳くん)      | 19. Aug. 2023 | Yanagi          |
| 9       | Sensei (先生)            | 26. Aug. 2023 | Lehrer          |
| 10      | Yakimochi (やきもち)     | 2. Sep. 2023  | Eifersucht      |
| 11      | Chokorēto (チョコレート) | 9. Sep. 2023  | Schokolade      |
| 12      | Hori-ke (堀家)           | 18. Sep. 2023 | Familie Hori    |
| 13      | Sotsugyō (卒業)          | 25. Sep. 2023 | Abschluss       |

#### Synchronisation
Die deutsche Synchronisation entstand unter Peppermint Anime im Studio der TVklang in München. Dialogbuch schrieben Katharina von Daake, Marco Rosenberg, Kathrin Stoll und Nina Benz. Dialogregie führten Katharina von Daake und Marget Flach.
| Rolle          | japanischer Sprecher (Seiyū) | deutscher Sprecher       |
| -------------- | ---------------------------- | ------------------------ |
| Kyōko Hori     | Haruka Tomatsu               | Ilona Otto               |
| Izumi Miyamura | Koki Uchiyama                | Karim El Kammouchi       |
| Sōta Hori      | Yuka Terasaki                | Leon von Daake           |
| Yuki Yoshikawa | Yurie Kozakai                | Lara Wurmer              |
| Tōru Ishikawa  | Seiichiro Yamashita          | Benjamin Krause          |
| Kakeru Sengoku | Nobuhiko Okamoto             | Hubertus von Lerchenfeld |
| Remi Ayasaki   | Mao Ichimichi                | Jana Dunja Gries         |
| Shu Iura       | Daiki Yamashita              | Marco Rosenberg          |
| Honoka Sawada  | Momo Asakura                 | Lisa Dzyadyk             |
| Motoka Iura    | Hisako Kanemoto              | Amira Leisner            |

#### Musik
Die Musik stammt von Masaru Yokoyama. Das Vorspannlied ist Iro Kо̄sui (色 香水) von Yō Kamiyama, das Abspannlied ist Yakusoku (約束) von Friends.

## Realfilm und Dorama
Ein Realfilm und eine Fernseh-Adaption wurden am 23. November 2020 angekündigt, deren Besetzung am 21. Dezember 2020. Der Film und das Dorama werden unter Regie von Hana Matsumoto ausgeführt. Der Film soll am 5. Februar 2021 veröffentlicht werden und die Fernsehserie mit sieben Folgen am 16. Februar auf MBS und TBS.